# Scilly-szigetek
A Scilly-szigetek (kiejtése /ˈsɪli/; angolul Isles of Scilly, korniul Syllan) szigetcsoport a Kelta-tengerben, Nagy-Britannia délnyugati részén, a Cornwall-félsziget csúcsától mintegy 45 km-re. A 2011-es népszámlálás szerint lakosainak száma 2203 volt.
Scilly közigazgatásilag önálló, egységes hatóság státusza van, ám ceremoniális szempontból Cornwall megye része és bizonyos szolgáltatások is közösek. A szigetek gazdaságának alapja a turizmus és a mezőgazdaság.

## Földrajza
A Cornwall-félsziget csúcsától 45 km-rel délnyugatra elhelyezkedő, perm kori gránitból álló szigetcsoport 5 nagyobb, lakott szigetből és mintegy 140 lakatlan sziklaszirtből áll.
| Térkép                 | Név                    | Lakosság (fő, 2001) | Terület (km²) | Legnagyobb település |
| ---------------------- | ---------------------- | ------------------- | ------------- | -------------------- |
|                        | St Mary's              | 1666                | 6,29          | Hugh Town            |
|                        | Tresco                 | 180                 | 2,97          | New Grimsby          |
|                        | St. Martin's           | 142                 | 2,37          | Higher Town          |
|                        | St. Agnes              | 73                  | 1,48          | Saint Agnes          |
|                        | Bryher                 | 92                  | 1,32          | Bryher               |
|                        | Gugh                   | 3                   | 0,43          |                      |
|                        | Samson                 | -(1)                | 0,38          |                      |
|                        | Annet                  | –                   | 0,21          |                      |
|                        | St. Helen's            | –                   | 0,20          |                      |
|                        | Teän                   | –                   | 0,16          |                      |
|                        | Great Ganilly          | –                   | 0,13          |                      |
| a többi 45 apró sziget | a többi 45 apró sziget | –                   | 0,50          |                      |
| Összesen               | Összesen               | 2153                | 16,03         | Hugh Town            |

(1)  1855 óta lakatlan
1975-ben a szigetcsoport teljes egésze megkapta a kiemelkedő természeti szépségű terület minősítést és máig a legkisebb ilyen jellegű védett terület. Annet és Samson szigetein tömegesen fészkelnek a csérek és több helyütt fókák is élnek. A Brit-szigeteken egyedül Scillyn él a keleti cickány.
A dagály szintje viszonylag magas; a legnagyobb St. Mary's szigetén, ahol eléri a 6 métert. Mivel a szigetek közötti víz sekély, egyes helyeken alacsony apály idején átlábalható. Trescóról például elérhetőek az északi szigetek, Bryher, Samson és St. Martin's. St. Martin's-ról a White Island, Little Ganilly és Great Arthur járható.
A jégkorszaki Ír-tengeri gleccser délen egészen Scillyig ért.

### Éghajlat
A Scilly-szigetek éghajlata mérsékelt óceáni. A meleg Észak-atlanti áramlat miatt szinte soha nem esik a hó és nem esik fagypont alá a hőmérséklet; így a kertészek a brit átlagnál már jóval hamarabb tudnak tavaszi virágokat termeszteni. A szigetek egyik legfontosabb mezőgazdasági kiviteli cikke a nárcisz és egyéb vágott virágok. Az óceáni kitettség árnyoldalai az erős téli viharok, amik miatt a különösen kitett északi oldalon csak alacsony növényzet (hangabozótok) képes megmaradni. Ezzel szemben Tresco szélvédett déli felén az apátsági kert már szubtrópusi jellegű.
Az éves átlaghőmérséklet 11,8 °C, ami alig tér el a londoni 11,6 °C-tól. A telek az óceán mérséklő hatásának köszönhetően az egész országban itt a legmelegebbek, viszont a nyarak is hűvösebbek mint Britannia szigetén. A legalacsonyabb hőmérsékletet, -7,2 °C-ot 1987 januárjában mérték (ekkor esett a legtöbb hó is, 23 cm), de a legmelegebb nap is mindössze 27,8 °C-os volt.
| Hónap                                                               | Jan. | Feb. | Már. | Ápr. | Máj. | Jún. | Júl. | Aug. | Szep. | Okt. | Nov. | Dec. | Év   |
| ------------------------------------------------------------------- | ---- | ---- | ---- | ---- | ---- | ---- | ---- | ---- | ----- | ---- | ---- | ---- | ---- |
| Rekord max. hőmérséklet (°C)                                        | 15,3 | 16,7 | 19,6 | 20,9 | 23,8 | 26,1 | 26,8 | 27,8 | 24,7  | 22,3 | 18,3 | 17,3 | 27,8 |
| Átlagos max. hőmérséklet (°C)                                       | 9,7  | 9,7  | 10,8 | 12,3 | 14,5 | 17,1 | 19,2 | 19,7 | 18,0  | 14,7 | 12,1 | 10,4 | 14,0 |
| Átlaghőmérséklet (°C)                                               | 8,0  | 7,9  | 8,8  | 9,8  | 12,0 | 14,5 | 16,5 | 16,9 | 15,5  | 12,7 | 10,3 | 8,7  | 11,8 |
| Átlagos min. hőmérséklet (°C)                                       | 6,2  | 6,0  | 6,7  | 7,2  | 9,4  | 11,9 | 13,8 | 14,1 | 12,9  | 10,6 | 8,5  | 6,9  | 9,5  |
| Rekord min. hőmérséklet (°C)                                        | −7,2 | −4,3 | −3,2 | −1,6 | 1,2  | 5,6  | 8,6  | 9,3  | 6,4   | 3,2  | 0,0  | −4,2 | −7,2 |
| Átl. csapadékmennyiség (mm)                                         | 95   | 70   | 62   | 55   | 48   | 48   | 63   | 67   | 67    | 97   | 96   | 98   | 865  |
| Havi napsütéses órák száma                                          | 59   | 80   | 124  | 192  | 219  | 206  | 204  | 203  | 160   | 113  | 75   | 54   | 1690 |
| Forrás: "St Mary's Heliport Climatic Averages 1981-2010" Met Office |      |      |      |      |      |      |      |      |       |      |      |      |      |

## Története

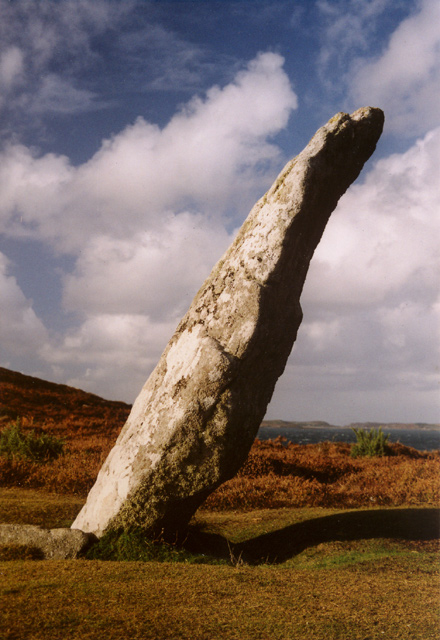
Az Öregember (Old Man) menhir a Gugh szigeten

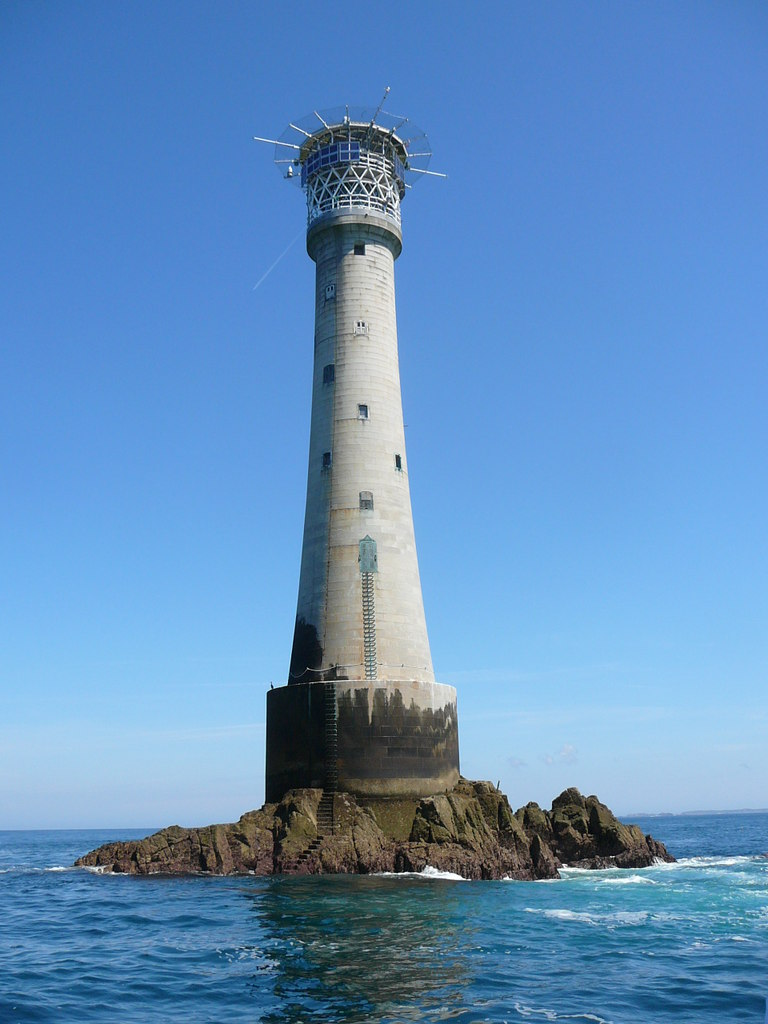
Világítótorony a Püspök-sziklán (Bishop Rock)

Egy elmélet szerint mintegy 1500-1600 évvel ezelőttig a Scilly-szigetek jóval nagyobbak voltak, esetleg egy, összefüggő földterületet alkottak, amelynek az elmélet támogatói az Ennor (En Noer, nagy sziget) nevet adták. I. sz. 400-500 körül a megemelkedő tengerszint elöntötte a nagy szigetet és létrehozta a mai állapotot. Az elmélet bizonyítékai a következők:
- Egy római kori leírás egyes számban, Scillonia-szigetként (Scillonia insula) hivatkozik rá.
- Nornouron, az egyik apró sziklazátonyon, sérszigeten ősi farm nyomaira bukkantak, de ma a szikla túl kicsi a mezőgazdasági művelésre.[7] Egy egész kis vaskori közösség nyomait is megtalálták, amely egészen a római hódítás koráig fennmaradt.[7]
- Egészen alacsony apálynál át lehet gázolni egyes szigetek között.[8]
- Bizonyos szigetek mellett (pl. Samson) szántóföldeket elválasztó falakat találtak, amelyeket rendszeren elönt a dagály.
- A régi kelta helynevek valamikori partvonalakra és szárazföldekre utalnak.[9]
- A jégkorszak óta kiemelkedő Skóciával szemben, egész Dél-Anglia kissé süllyed; ennek bizonyítékai a tenger által elöntött folyótorkolatok, a riák a cornwalli tengerpart mentén (pl. a Fal és Tamar-folyók esetében).[7]

Scilly a kőkorszak óta lakott. Lehetséges, hogy a föníciaiak és görögök által látogatott Ón-szigetek (Kassziteridák) közé Scilly is beletartozott. Bár ónlelőhelyek nincsenek rajta, de pihenőhelynek megfelelt.
A 4. században ide száműzték az eretneknek nyilvánított hispaniai Priscillianus két hívét, Instantiust és Tiberianust.
A néphagyomány Cornwall és Scilly közé helyezi Lyonesse legendás királyságát, amelynek Trisztán volt az uralkodója és amely a tengerbe süllyedt (újabb utalás a szigetek tengerbe merülésére).

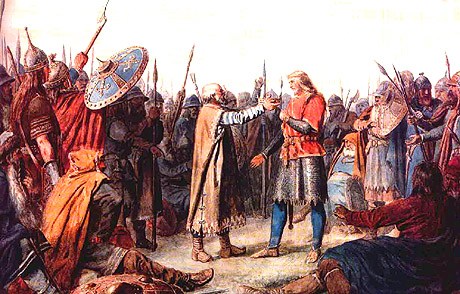
Olaf Tryggvason, aki a szigeteken lett a kereszténység híve

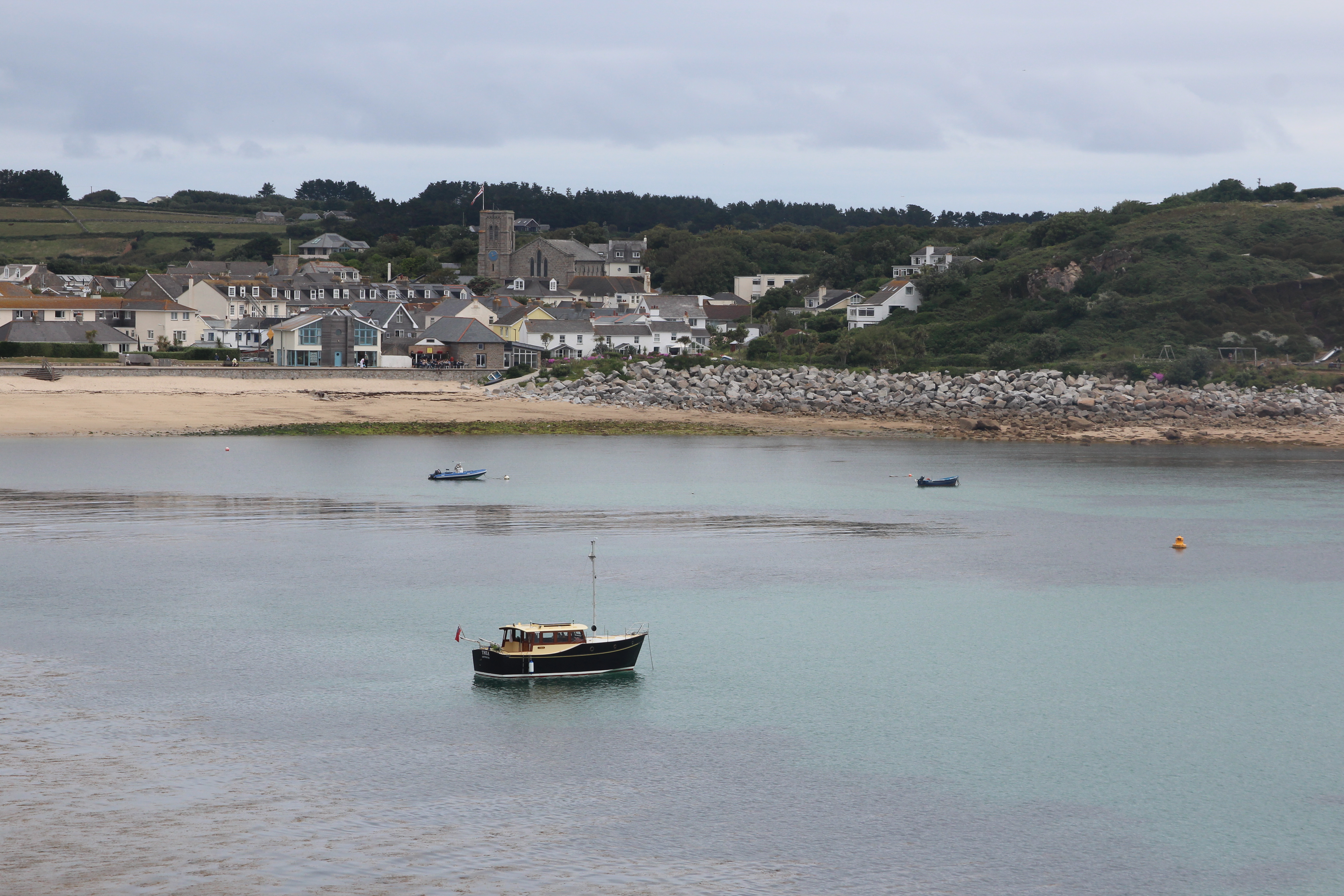
Hugh Town

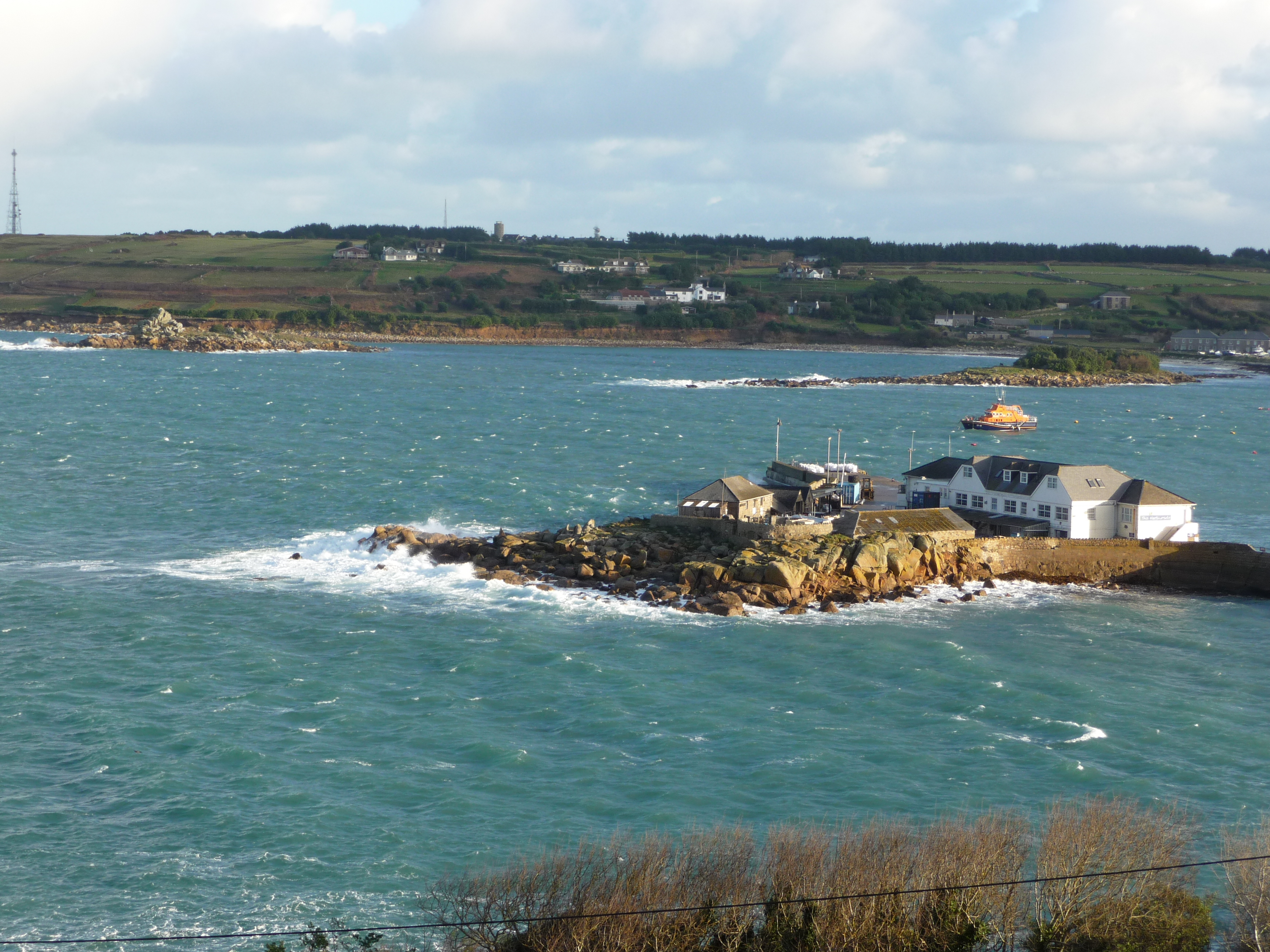
A Patkány-sziget (Rat Island) St. Mary's kikötőjében

Egy skandináv saga szerint Olaf Tryggvason 986-ban Scillyn találkozott egy keresztény látnokkal (talán a priszcilliánusok utódjával), akinek hatására megkeresztelkedett, a későbbiekben nem fosztogatott keresztény településeket és amikor 995-ben Norvégia királya lett, elkezdte az ország megtérítését.
Cornwall és feltehetően Scilly Æthelstan idején kerültek véglegesen az angol korona fennhatósága alá. A normann hódítás után a Domesday Book tanúsága szerint az exeteri körzethez tartozott (Cornwall, Devon, Dorset, Somerset és Wiltshire mellett).
A 12. században egy kései viking támadás érte a szigeteket; az Orkneyinga saga szerint az orkney-szigeteki Sweyn Asleifsson és társai elfogtak egy szerzetesek tulajdonában lévő bárkát és kifosztották.
A sziget eleinte egy remeteközösség tulajdonában volt és I. Henrik adományozta a tavistocki apátságnak, amely Trescón kolostort építtetett. A kolostort VIII. Henrik záratta be a reformáció idején. Ekkor a szigeteken még a kelta cornish nyelv volt a domináns, de akárcsak Cornwallban, használata ezután gyorsan visszaszorult.
Az angol polgárháborúban a Parlament erői foglalták el Scillyt, de helyőrségük fellázadt és a royalisták visszatértek. Az 1650-es évekre John Granville royalista kormányzó kalóztámadásai bázisául használta a szigeteket, ahonnan parlamenti és holland hajókat fosztogatott. Maarten Tromp holland admirális 1651. május 30-án kikötött Scillyn és kárpótlást követelt, amit nem kapott meg, ezért hadat üzent; így kezdődött a világ egyik leghosszabb és legkevésbé véres hadiállapota, a háromszázharmincöt éves háború Hollandia és a Scilly-szigetek között.
1651 júniusában Robert Blake tengernagy visszafoglalta a szigeteket a Parlament számára. Az általa építtetett, ágyúkkal megerősített őrtorony (Cromwell's Castle) ma is áll.
1707. október 22-én ez volt a színhelye a brit haditengerészet történelmének egyik legszörnyűbb balesetének. A Gibraltárból Portsmouthba tartó 21-tagú flottából hat zátonyra futott és négy el is süllyedt. 1450-en vesztek oda, köztük a flottaparancsnok, Sir Cloudesley Shovell is.
A szigeteket többször végigfosztogatták a berber kalózok, akik az elfogott lakosokat elhurcolták rabszolgának.

### Scilly kormányzói
A Scilly-szigetek kormányzóit az Admiralitás jóváhagyásával az uralkodó nevezte ki, szigetek stratégiai jelentősége miatt ez katonai pozíció volt. A kormányzó elsősorban katonai joghatósággal bírt, míg a polgári közigazgatás a szigetek földterületére birtokjoggal rendelkező bérlő kezében volt, akinek a jogát a Cornwall hercegség biztosította. A kormányzók gyakran nem laktak a szigeteken; katonai feladataikat egy hadnagy rangú helyettes, a polgári ügyeket pedig egy tizenkét tagú tanács látta el.
Thomas Godolphin még 1568-ban lett bérlővé, a fia, Francis volt az első kormányzó. A Godolphinok és Osborne rokonaik (Leeds hercegei) 1831-ig töltötték be a kormányzói a pozíciót, amikor is George Osborne, Leeds 6. hercege visszaadta a bérletet a Cornwall hercegségnek. 1834-ben Augustus Smith 20 000 fontért megszerezte a bérleti jogot, és felvette a „Lord Proprietor of the Isles of Scilly” címet. A bérlet 1920-ban lejárt a legtöbb szigetre vonatkozóan, és a tulajdonjog visszakerült a hercegséghez. A Tresco szigetet azonban ma is a Dorrien-Smith család bérli.
- 1570–1608 Sir Francis Godolphin (1534–1608)
- 1608–1613 Sir William Godolphin (1565–1613)
- 1613–1619 John Goldophin (1577–1619)
- 1619–1624 betöltetlen
- 1624–1626 Sir Francis Godolphin (1578–1637)
- 1626–1647 Sir Francis Godolphin (1605–1667)
- 1647–1648 Colonel Joseph Buller
- 1648–1651 Sir John Grenville(wd)  (1628–1701)
- 1651–1660 Joseph Hunkin alezredes (1610-1661)
- 1660–1667 Sir Francis Godolphin (1605–1667)
- 1667–1680 Sidney Godolphin, Godolphin 1. grófja (1640–1710)
- 1680–1682 William Godolphin (1659–1682)
- 1682–1689 Francis Godolphin (1661–1702)
- 1689–1700 Sir William Godolphin, 1. baronet (1645–1712)
- 1700–1732 Sidney Godolphin (1651–1732)
- 1732–1733 nem egyértelmű
- 1733–1766 Francis Godolphin, Godolphin 2. grófja (1678–1766)
- 1766–1785 Francis Godolphin, Helston Godolphin 2. bárója (1706–1785)
- 1785–1799 Francis Osborne, Leeds 5. hercege (1751–1799)
- 1800–1831 George Osborne, Leeds 6. hercege (1775–1838)
- 1831–1834 a Cornwall Hercegség közvetlen fennhatósága alatt
- 1834–1872 Augustus Smith (1804–1872)
- 1872–1918 Thomas Dorrien-Smith (1846–1918)
- 1918–1920 Arthur Dorrien-Smith (1876–1955)

## Lakosság

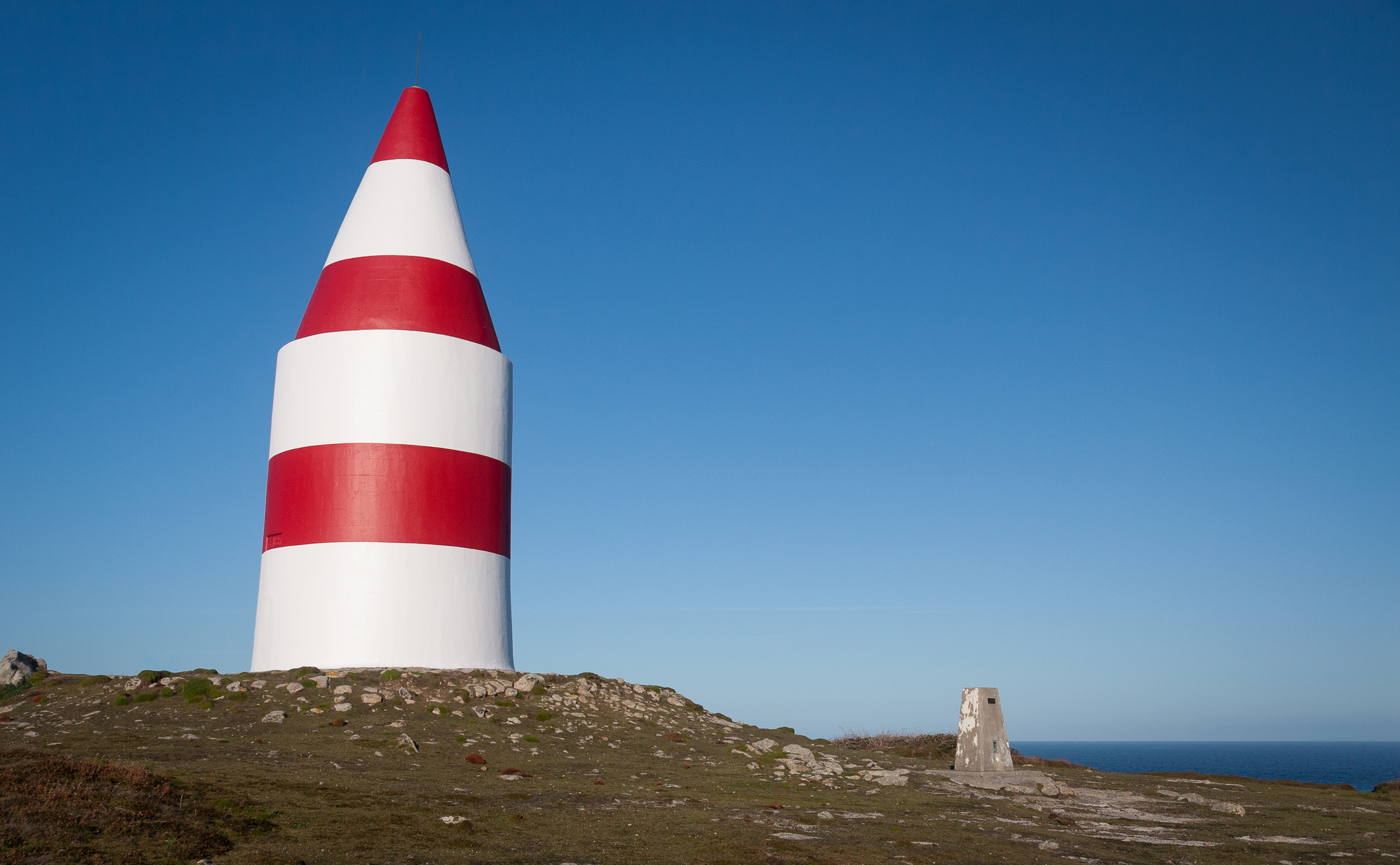
Jeltorony a St. Martin's szigeten

A Scilly-szigeteken 2281 élnek, ebből majdnem a fele, 1068 fő Hugh Town-ban. A 2001-es népszámlálás adatai szerint a lakosok 97%-a fehérnek és britnek vallotta magát és 93%-uk Angliában (beleértve magát Scillyt) született. Az Európai Unió 2004-es keleti kibővítése után mintegy 100 kelet-európai költözött a szigetekre.

## Közigazgatás

Scilly nem hivatalos zászlaja

1890-ig Scilly Cornwall egyik hundred-je volt, de ekkor önkormányzatot kapott, a mai egységes hatóság megfelelőjét. A helyi hatóság a megyei tanácsok jogaival felruházott Scilly-szigetek Tanácsa (Council of the Isles of Scilly). Ceremoniális szempontból a szigetcsoport ma is Cornwall része; emellett a Cornwalli Hercegséghez is tartozik, a földbirtokok nagy része a herceg örökös tulajdonában van. Az egészségügy és a rendőrség is Cornwallhoz tartozik.
A lakosok közel 10%-a (164 fő) áll a 21 fős tanács alkalmazásában. A tanácstagok közül 13-at St Mary's körzetéből, 2-2-t pedig a négy kisebb szigetről választanak. Székhelye Hugh Town.
Különálló közigazgatása miatt a szigetek sokáig sajátos jogállást élvezhettek. 1954-ig a lakosoknak nem kellett jövedelemadót fizetniük és az autók utáni útadót is csak 1971-ben vezették be.
A szigeteken egy iskola létezik, a Five Islands School, amelynek elemi iskolai fiókjai vannak négy szigeteken, míg a középiskolai oktatás St Mary's-en zajlik. A beutazó diákokat hét közben helyben elszállásolják. 2004-ben a diákok 92,9%-a ért el közepes vagy annál jobb eredményt legalább öt tárgyból az érettségi vizsgán, szemben az országos 53,7%-kal.

## Gazdaság

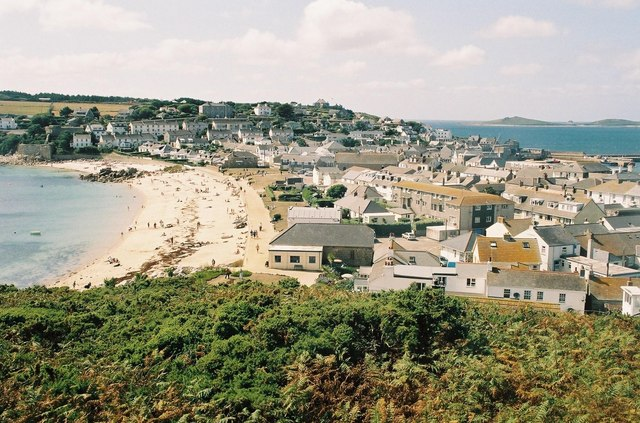
Hugh Town

A szigetlakók az idők során számos foglalkozást kipróbáltak fenntartásuk érdekében, mint a hínárgyűjtést, révkalauzkodást, csempészést, halászatot, hajóépítést és újabban a virágtermesztést. A 18. század közepétől a lakosság számára létfontosságúvá vált az Angliával folytatott kereskedelem. A 20. század végére a helyi mezőgazdaságot egyre inkább szorongatta az élelmiszerimport és a farmerek egyre inkább a turisták kiszolgálására váltottak át. A statisztikák szerint a foglalkoztatottaknak mindössze 2%-a dolgozik a mezőgazdaságban, míg a turizmusban 63%-uk, és a szigetek jövedelmének 85%-a származik ebből a szektorból. A látogatók többsége St Mary's-en száll meg, bár hotelek (St Agnes kivételével) a többi lakott szigeten is vannak. A nyári főszezont meghosszabbítja, hogy az októberben érkező vándormadarak kedvéért sok madármegfigyelő utazik ide. Scillyn sok ritka észak-amerikai vagy akár szibériai madár megpihen.

### Közlekedés
St. Mary's repülőterére a Land's End-i, ahová a Newquay Cornwall-i és az exeteri reptérről érkeznek repülőgépek. A cornwalli Penzance kikötőjéből kompjárat közlekedik Hugh Townba.

## Kultúra

### Sport
A Scilly-szigeteken található a világ legkisebb futballbajnoksága, amelyben két csapat, a Woolpack Wanderers és a Garrison Gunners küzd egymással évadonként 17 meccsen.

## Fordítás
- Ez a szócikk részben vagy egészben  az   Isles of Scilly című angol Wikipédia-szócikk ezen változatának fordításán alapul.  Az eredeti cikk szerkesztőit annak laptörténete sorolja fel. Ez a jelzés csupán a megfogalmazás eredetét és a szerzői jogokat jelzi, nem szolgál a cikkben szereplő információk forrásmegjelöléseként.
- Ez a szócikk részben vagy egészben  a   List of governors of Scilly című angol Wikipédia-szócikk ezen változatának fordításán alapul.  Az eredeti cikk szerkesztőit annak laptörténete sorolja fel. Ez a jelzés csupán a megfogalmazás eredetét és a szerzői jogokat jelzi, nem szolgál a cikkben szereplő információk forrásmegjelöléseként. > a kormányzók felsorolása és a hozzá tartozó bevezetőszöveg.